# Iwaniwka (Beresiwka)
Iwaniwka (ukrainisch Іванівка; russisch Ивановка Iwanowka) ist eine Siedlung städtischen Typs im Süden der Ukraine in der Oblast Odessa mit etwa 2400 Einwohnern (2020) und war bis Juli 2020 administrative Zentrum des gleichnamigen Rajons Iwaniwka.

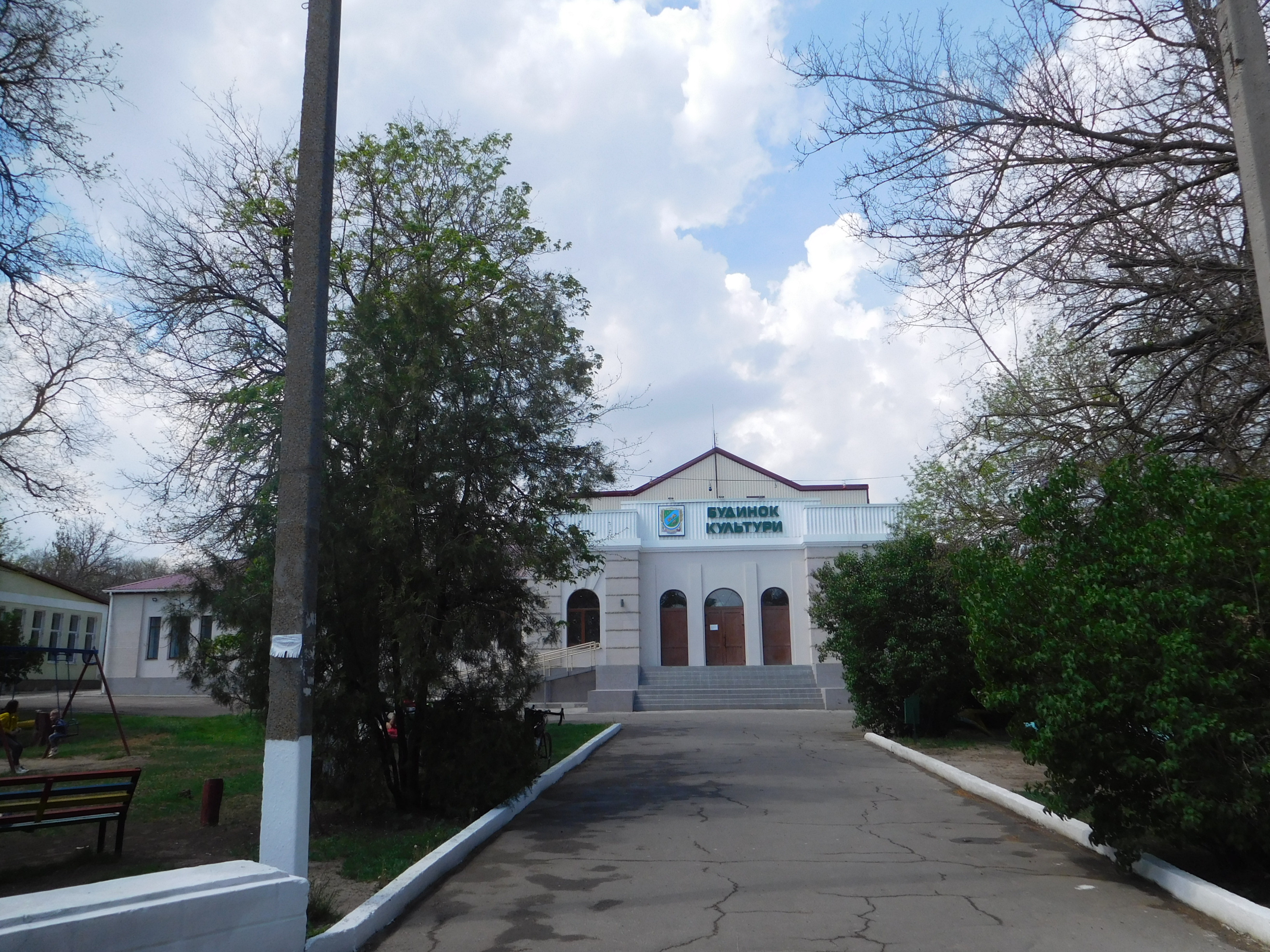
Haus der Kultur der Ortschaft

## Geographie
Iwaniwka liegt am Welykyj Kujalnyk (ukrainisch Великий Куяльник), einem 150 km langen Zufluss des Schwarzen Meeres 74 km nördlich vom Oblastzentrum Odessa.

## Geschichte
Die 1793 gegründete Siedlung hieß bis 1858 Mala Baraniwka (ukrainisch Мала Баранівка) und bis 1946 Janowka (ukrainisch Яновка).
Das Dorf war vom 10. August 1941 bis zum 5. April 1944 von Truppen der Wehrmacht besetzt.
1962 erhielt Iwaniwka den Status einer Siedlung städtischen Typs.

## Bevölkerungsentwicklung
| 1923  | 1926  | 1959  | 1970  | 1979  | 1989  | 2001  | 2016  | 2020  |
| ----- | ----- | ----- | ----- | ----- | ----- | ----- | ----- | ----- |
| 2.026 | 2.126 | 1.836 | 2.266 | 3.103 | 3.434 | 3.145 | 2.522 | 2.403 |

Quelle:

## Verwaltungsgliederung
Am 11. Oktober 2019 wurde die Siedlung zum Zentrum der neugegründeten Siedlungsgemeinde Iwaniwka (Іванівська селищна громада/Iwaniwska selyschtschna hromada). Zu dieser zählten auch noch die Dörfer Balanyny, Baranowe, Bilka, Blonske, Busynowe, Malyniwka, Maslowe, Nyschnij Kujalnyk , Prochorowe, Prytschepiwka, Schemetowe, Schowte, Suchomlynowe, Tschernjachiwske und Werchnij Kujalnyk , bis dahin bildete sie die gleichnamige Siedlungsratsgemeinde Iwaniwka (Іванівська селищна рада/Iwaniwska selyschtschna rada) im Zentrum des Rajons Iwaniwka.
Am 12. Juni 2020 kamen noch 3 weitere Dörfer zum Gemeindegebiet.
Seit dem 17. Juli 2020 ist sie ein Teil des Rajons Beresiwka.
Folgende Orte sind neben dem Hauptort Iwaniwka Teil der Gemeinde:
| Name                     | Name             | Name                                 |
| ukrainisch transkribiert | ukrainisch       | russisch                             |
| ------------------------ | ---------------- | ------------------------------------ |
| Adamiwka                 | Адамівка         | Адамовка (Adamowka)                  |
| Balanyny                 | Баланини         | Баланины (Balaniny)                  |
| Baranowe                 | Баранове         | Бараново (Baranowo)                  |
| Bilka                    | Білка            | Белка (Belka)                        |
| Blonske                  | Блонське         | Блонское (Blonskoje)                 |
| Busynowe                 | Бузинове         | Бузиново (Businowo)                  |
| Malyniwka                | Малинівка        | Малиновка (Malinowka)                |
| Maslowe                  | Маслове          | Маслово (Maslowo)                    |
| Nyschnij Kujalnyk        | Нижній Куяльник  | Нижний Куяльник (Nischni Kuljalnik)  |
| Prochorowe               | Прохорове        | Прохорово (Prochorowo)               |
| Prytschepiwka            | Причепівка       | Причеповка (Pritschepowka)           |
| Ruska Slobidka           | Руська Слобідка  | Русская Слободка (Russkaja Slobodka) |
| Schemetowe               | Шеметове         | Шеметово (Schemetowo)                |
| Schowte                  | Жовте            | Жёлтое (Schjoltoje)                  |
| Seweryniwka              | Северинівка      | Севериновка (Sewerinowka)            |
| Suchomlynowe             | Сухомлинове      | Сухомлыново (Suchomlynowo)           |
| Tschernjachiwske         | Черняхівське     | Черняховское (Tschernjachowskoje)    |
| Werchnij Kujalnyk        | Верхній Куяльник | Верхний Куяльник (Werchni Kuljalnik) |